# Laurentiden
De Laurentiden zijn een gebergte in het zuidoosten van Canada dat zich uitstrekt over het zuiden van de provincie Quebec en een groot deel van de regio Labrador. De Laurentiden zijn gelegen op het Canadees Schild, ten noorden van de Sint-Laurens en Ottawarivier.
De Laurentiden hebben als hoogste punt Mont Raoul-Blanchard met een top van 1.166 meter hoogte. De naam voor het gebergte is afgeleid van de nabije rivier de Sint-Laurens (Saint-Laurent), die op zijn beurt vernoemd werd naar de heilige Laurens. Op zijn beurt zorgden de Laurentiden voor de benaming van het Laurentiaplateau en het paleocontinent Laurentia.
De Laurentiden strekken zich in noord-zuidrichting uit over een afstand van 430 km terwijl de keten in oost-west richting ruim 730 km lang is. Het gebied wordt gekenmerkt door dichte bosgebieden en is van belang voor het toerisme vanuit de dichtbevolkte streken van de corridor tussen Ottawa, Montreal en Quebec.